# Viktor Chrjapa
Viktor Volodymyrovytsj Chrjapa (Russisch: Виктор Владимирович Хряпа) (Kiev, 3 augustus 1982) is een voormalig professionele basketbalspeler van Oekraïense afkomst die speelde voor het nationale team van Rusland. Hij is de jongere broer van Mykola Chrjapa. Hij kreeg de onderscheiding Meester in de sport van Rusland en de Medaille voor het dienen van het Moederland op 13 augustus 2012.

## Carrière
Chrjapa begon zijn carrière bij Chimik Joezjne in 1999. Na één jaar stapte hij over na Avtodor Saratov waar hij tot 2002 bleef. In 2002 verhuisde hij naar topclub CSKA Moskou. Met die club won hij het Landskampioenschap van Rusland in 2003 en 2004. In 2004 verhuisde hij naar de Verenigde Staten om te spelen in de NBA. Hij ging spelen voor de Portland Trail Blazers. In 2006 werd hij verkocht aan de Chicago Bulls. In 2008 keerde hij terug naar CSKA Moskou. Het zou zijn sterkste periode uit zijn loopbaan worden. Hij won het landskampioenschap van Rusland in 2008, 2009, 2010, 2011, 2012, 2013, 2014, 2015, 2016, 2017 en 2018. Ook won hij de Russische beker in 2010. In 2008 speelde hij de finale om de EuroLeague Men tegen Maccabi Tel Aviv BC uit Israël. CSKA won met 91-77. In 2009 stonden ze weer in de finale maar verloren van Panathinaikos BC uit Griekenland met 71-73. In 2012 speelde ze weer de finale. Nu verloren ze van Olympiakos Piraeus BC uit Griekenland met 61-62. In 2016 wonnen ze eindelijk weer de finale van de EuroLeague Men. Ze wonnen van Fenerbahçe uit Turkije met 101-96 na verlenging. In 2018 stopte hij na tien seizoenen bij CSKA.
Chrjapa won met Rusland brons op de Olympische Spelen in 2012. Ook won hij goud in 2007 en brons in 2011 op het Europees Kampioenschap.

## Erelijst
- Landskampioen Rusland: 13
  - Winnaar: 2003, 2004, 2008, 2009, 2010, 2011, 2012, 2013, 2014, 2015, 2016, 2017, 2018
- Bekerwinnaar Rusland: 1
  - Winnaar: 2010
- EuroLeague Men: 2
  - Winnaar: 2008, 2016
  - Runner-up: 2009, 2012
- Olympische Spelen:
  - Brons: 2012
- Europees Kampioenschap: 1
  - Goud: 2007
  - Brons: 2011